# Елиът Акерман
Елиът Акерман (на английски: Elliot Ackerman) е американски писател, автор на произведения в жанра исторически военен роман.

## Биография и творчество
Роден е на 12 април 1980 г. в Лос Анджелис, Калифорния, САЩ, в семейството на бизнесмена Питър Акерман и писателката Джоан Ледом. От 9 до 12-годишна възраст семейството му живее в Лондон, а след това във Вашингтон. Завършва през 2003 г. с отличие литература и история в Университета Туфтс в специална програма за придобиване на бакалавърска и магистърска степен за пет години. Получава магистърска степен по международни отношения от Училището по право и дипломация „Флечър“.
Завършва курсове за обучение по специални операции на армията на САЩ. От 2003 г. в продължение на 8 години служи в морската пехота. Участва в пет мисии в Афганистан и Ирак като морски пехотинец. Издига се до капитан и е награден със „Сребърна звезда“, „Бронзова звезда“ и „Пурпурно сърце“ за дейността си. Участва със специален взвод при операциите по време на урагана „Катрина“.
След демобилизацията си работи като сътрудник в „The New Yorker“, „The Atlantic“, „The New Republic“ и „Ecotone“. Участва програмата „White House Fellows“ в администрацията на Белия дом по време на управлението на президента Обама.
Първият му роман „Приятелски огън“ е публикуван през 2015 г. Главният герой е обикновеното афганистанско момче Азис, който се старае да оцелее сред войната между американци и талибани. Губи ротителите си, трябва да се грижи за ранения си брат, и едновременно се учи да бъде хищник, а не жертва. Книгата е много добре приета от критиката, която сравнява простия ѝ, но същевременно поетичен, войнишки език с прозата на Хемингуей.
Елиът Акерман живее със семейството си в Истанбул, пишейки за войната в Сирия от 2013 г.

## Произведения

### Самостоятелни романи
- Green On Blue (2015)
Приятелски огън, изд.: „Сиела“, София (2015), прев. Деян Кючуков
- Dark at the Crossing (2017)

### Документалистика
- Istanbul Letters (2016)